# Вемале
Вемале — это представители коренного населения Молуккских островов, проживающая на территории Индонезии.
| Религия     | Христианство |
| ----------- | ------------ |
| Численность | 40 тысяч     |
| Страна      | Индонезия    |
| Язык        | Вемале       |

## Религия
Вемале являются христианами-протестантами, однако среди них и алуне сохраняются традиционные верования.
Богата мифология — образы мифических дев Рабие и Хаинувеле, в связи с чем наблюдаются следы матриархата.
В мифах вемале вопрос о том, что человеческие существа должны состоять из одной или двух сторон связаны с двумя возможными формами существования (Prager 2005: 106).

## Население
Численность вемале составляет около 40 тыс. чел.
Для этнического развития вемале решающее значение имело их участие в надэтнических религиозно-политических союзах пяти (паталима) и девяти (патасива). Часть вемале вместе Вемале являются восточной и внутренной ветвью Патасивы, которые занимают всю западную часть о. Серам (Lasker 1951: 550). с частью серамцев и амбонцев о. Серам образовали политическое объединение «ваэле-патаи-телу» — «союз трёх рек» (реки Эти, Тала и Сапалева, в бассейнах которых расселены вемале и родственные им алуне), члены которого входили в союз девяти и были известны под названием «чёрных патасива».
Во главе объединения стояло народное собрание (санири) и единственный на Малайском архипелаге «тайный мужской союз» — «Какихан» (что свидетельствует о близости культуры вемале меланезийской).
Другая часть вемале вместе с мелкими береговыми народами Серама входила в союз пяти (паталима).
Патасива к которой принадлежат вемале, и Паталима представляют экзогамные половины первоначально единой общности (Lasker 1951: 551).

## Язык
Вемале говорят на языке вемале.

## Община
Поселения вемале располагались на труднодоступных вершинах холмов, над крутыми обрывами.
Община состоит из локализованных матрилинейных родов — «лума-инаи».
В центре поселения вемале общинный дом — соане.
Традиционное жилище — свайное, каркасное и четырёхугольное.

## Основное занятие
Основное занятие вемале — ручное тропическое земледелие (корнеплоды, бобовые, бананы), в низменных районах — добыча саго. Разводят свиней, кур, собак. Охотятся вемале на оленей, кабанов, сумчатых, змей.

## Еда
Основная еда — варёный батат, таро, ямс, варёный саговый крахмал, мясо кускусов, змей, оленей, кабанов, свиней, кур, а также разнообразные овощные приправы.

## Брак
Брак у вемале — кросскузенный, двусторонний.

## Одежда
Набедренная повязка из тапы, головные уборы из листьев таро или пандануса.
У вемале было распространено татуировка и подпиливание, чернение зубов.

## Источник
- Филип Н. Мифы и Легенды. М.: Слово, 2001.

- Lasker B. [Rev.:] Die Drei Strome, Zuge aus dem Geistigen und Religiōsen Leben der Wemale, einem Primitiv-Volk in den Molukken, AD. E. Jensen. (xii, 320 pp., map, 28 plates, 33 illus, Otto Harrassowitz, Leipzig, for the Frobenius Institut, Frankfurt a/M., 1948.) // American Anthropologist, Vol. 53, No. 4, Part 1 (Oct. — Dec., 1951), pp. 550—551.

- Prager M. Half-Men, Tricksters and Dismembered Maidens: The Cosmological Transformation of Body and Society in Wemale Mythology // École des hautes études, No. 174, (Apr. — Jun., 2005), pp. 103—124.